# Arbetslöshet i USA

Förändringar i arbetslöshet och nettoförändringar i anställningsgrad per månad 2009-2016. Källa: US Employment statistics

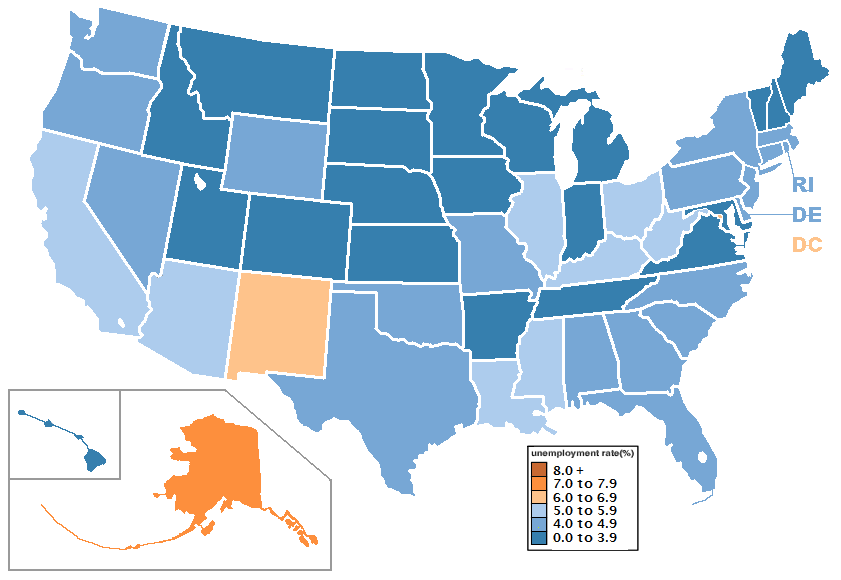
Karta över USA:s delstater med arbetslöshetsnivån markerad i färg (maj 2014).

Arbetslöshet i USA avser statistik kring den amerikanska arbetslösheten liksom strategier kring denna politiska fråga. Jobbskapande och arbetslöshet är komplexa processer, vilka hänger ihop med landets ekonomiska situation, utbildning, automation, lönestruktur, statens agerande, demografi och mycket annat. Enligt officiell statistik minskade arbetslösheten under 1990-talet, men under 2000-talet har den ökat. Generellt är arbetslösheten högre i västra USA än i östra, med undantag av Kalifornien. Delstaterna runt de Stora sjöarna har lägst arbetslöshet (2014). 